# 什穆埃尔·拉宾诺维茨

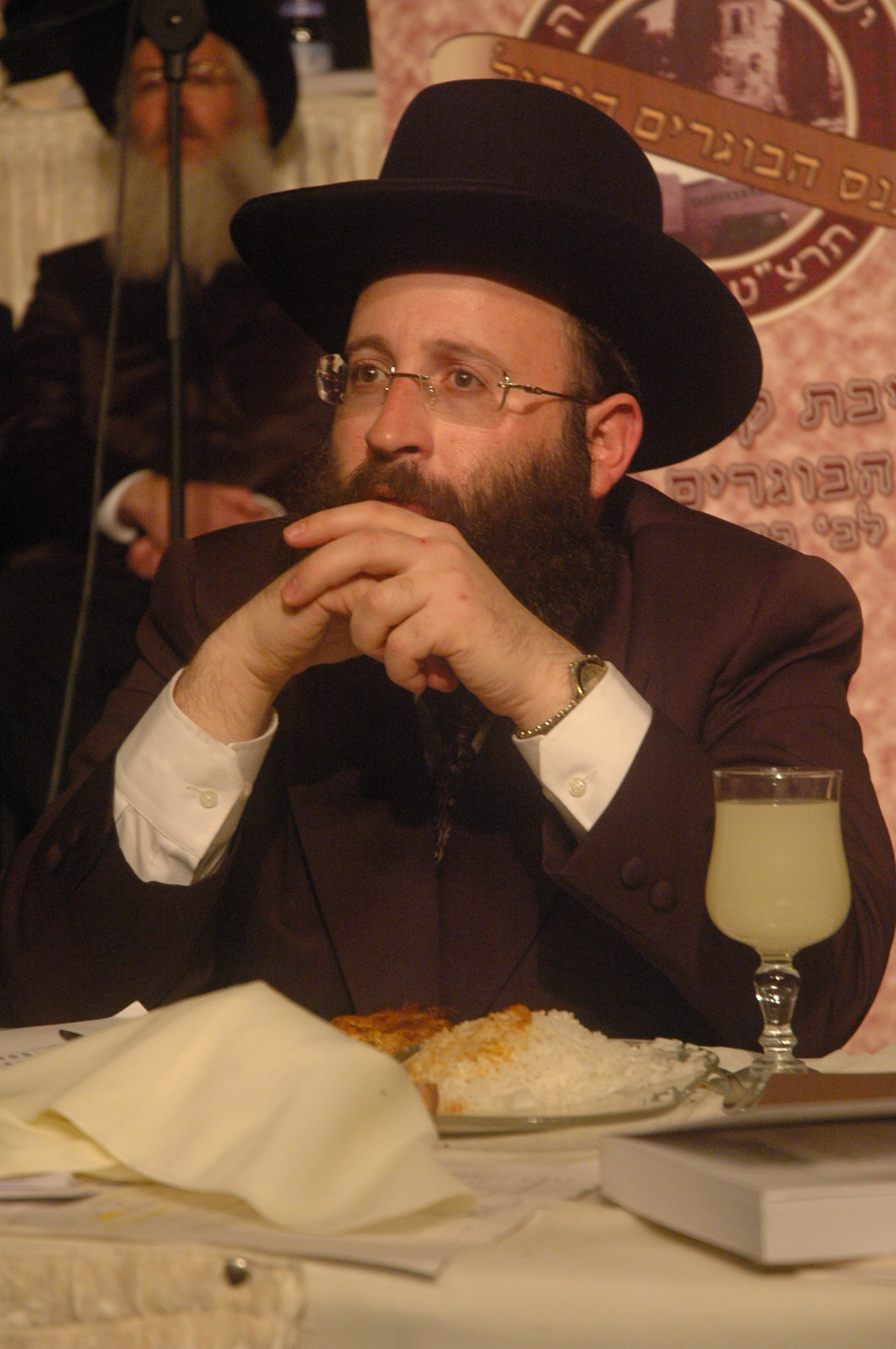

什穆埃尔·拉宾诺维茨（希伯來語：‎，1970年4月4日—），出生于耶路撒冷，以色列猶太教正統派拉比，自1995年以来担任西墙和以色列圣地的拉比。
拉宾诺维茨是西墙遗产基金会主席。